# Charles Batteux
Charles Batteux, gen. Abbé Charles, (* 6. Mai 1713 in Alland'huy bei Vouziers, Département Ardennes; † 14. Juli 1780 in Paris) war ein französischer Ästhetiker.

## Leben und Wirken
Nach Abschluss seiner Schulzeit begann Batteux an der Universität Reims Theologie zu studieren. Mit Abschluss dieses Studiums ernannte man ihn zum Kanoniker der Kathedrale von Reims. Als solcher wurde er an das Collège de Lisieux (Paris) berufen.
Als „Prof. der Rhetorik und Humaniora“ betraute man Batteux 1750 mit einem Lehrauftrag am Collège Royal (Paris); später lehrte er dort „griechische und römische Philosophie“.
1754 wurde Batteux Mitglied der Académie des Inscriptions et Belles-Lettres, und 1761 wurde er als Nachfolger von Odet-Joseph Giry (1699–1761) in die Académie française aufgenommen (Fauteuil 31).

## Rezeption
Als Begründer einer neuen französischen Kunstphilosophie betrachtete Batteux Grundsätze der französischen Klassik als überwunden. Künstler sollten sich seiner Meinung nach nicht an der Kunst, sondern an der Natur orientieren. Sie sollten nicht in erster Linie die klassischen Werke nachbilden, sondern das wirkliche Leben (und damit auch etwa die kreatürlichen Äußerungen der Menschen, die in der Klassik verpönt waren).

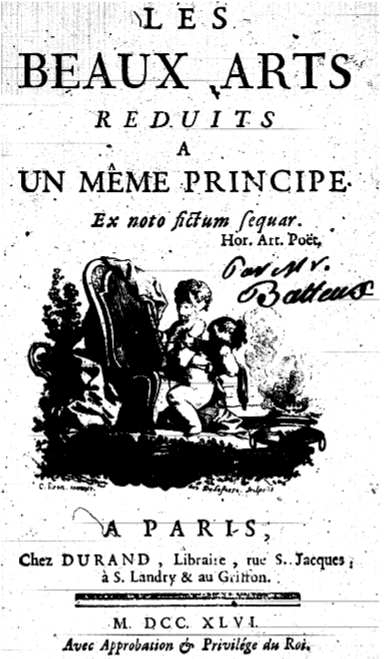
Titelseite der Les beaux-arts réduits à un même principe, 1746

Diese Ansicht rechtfertigte Batteux durch seine Auslegung der Poetik des Aristoteles: „Ahme die Natur nach“. Damit ebnete Batteux den Weg für zahlreiche Künstler und Intellektuelle, die sich von den autoritären Vorstellungen des französischen Absolutismus lösen wollten, allen voran Jean-Jacques Rousseau mit seinem Leitsatz „Zurück zur Natur“.
Mit seinem Werk Les beaux-arts réduits à un même principe (Die schönen Künste zurückgeführt auf ein einheitliches Prinzip, 1746) versuchte er die Naturnachahmung zu einem gemeinsamen Grundprinzip aller Künste zu machen – zumindest im Sinne der vraisemblance: Die Handlung muss wahrscheinlich, glaubwürdig sein; die Konflikte der Personen müssen ihrem sozialen Stande entsprechen. Dies bereitete ihm (wie schon Corneille) für die Literatur und mehr noch für die Musik einige Schwierigkeiten, aber es überzeugte viele Zeitgenossen.
Viel Aufsehen unter Frankreichs und Deutschlands Kunsttheoretikern erregte die Schrift Cours de belles lettres ou principes de la littérature nach der Epistola ad Pisones des Horaz. Batteux definierte in dieser Schrift das dramenpoetische Prinzip der Fallhöhe. Die von dem Grafen von Saint-Germain in Auftrag gegebene und zusammen mit Étienne-Maurice Chompré, Jean Ferdinand Monchablon und Philippe de Prétot gemeinschaftlich verfertigte Bearbeitung des Cours d'études à l'usage des élèves de l'École royale militaire in 45 Bänden ist eine Kompilation.

## Werke
- Cours d'études à l'usage des élèves de l'Ecole royale militaire. Paris 1751 (45 Bde., zusammen mit Pierre Chompré, Jean Ferdinand Montchablon und Philippe de Prétot).
- Einschränkungen der schönen Künste auf einen einzigen Grundsatz („Les beaux-arts réduits à un même principe“). Weidmann & Reich, Leipzig 1770[2] (Übersetzung von Johann Adolf Schlegel).
- Geschichte der Meynungen der Philosophen von den ersten Grundursachen der Dinge („Histoire des causes premiéres“). Halberstadt 1792 (2 Bde., Übersetzung von Johann Jakob Engel).
- Mémoires concernant l'histoire, les sciences, les arts, les moeurs et les usages des Chinois. Paris 1776–1789 (15 Bände, zusammen mit Louis-Georges de Bréquigny und Joseph de Guignes).
- Cours de belles lettres ou principes de la littérature. Paris 1747–1750 (5 Bde., Übersetzung von Karl Wilhelm Ramler als Einleitung in die schönen Wissenschaften, Leipzig 1756–1758)
  - Digitalisat der 1. Auflage 1756–1758: Bd. 1, Bd. 2, Bd. 3, Bd. 4 in der Google-Buchsuche.
  - Digitalisat der 2. Auflage 1762–1763: Bd. 1, Bd. 2, Bd. 3, Bd. 4 in der Google-Buchsuche.
  - Digitalisat der 3. Auflage 1769: Bd. 1, Bd. 2, Bd. 3, Bd. 4 in der Google-Buchsuche.
  - Digitalisat der 4. Auflage 1774: Bd. 1, Bd. 2, Bd. 3, Bd. 4 in der Google-Buchsuche.
  - Digitalisat Wiener Ausgabe 1770–1771: Bd. 1, Bd. 2, Bd. 3, Bd. 4 in der Google-Buchsuche.
- Die Moral des Epikur („La morale d'Epicure“). Halberstadt 1792 (Übersetzung von Johann Gottfried Bremer).
- Les poésies de Horace. Paris 1768 (2 Bde.).
- Lettres sur la phrase française comparée avec la latine. 1748